# Aung Soe
Bagyi Aung Soe (birman : ဗဂျီ အောင်စိုး,"Bagyi" est la transcription phonétique du mot "pangyi", qui signifie "peinture", et qu'il a ajouté à son nom pour la première fois en 1955) était un peintre birman réputé pour son art moderne et semi-abstrait, qui provoqua un tel choc lors de son apparition en Birmanie que beaucoup le qualifièrent « d'art psychotique »  alors qu'il cherchait à représenter l'impermanence.

## Biographie
Le gouvernement indien lui offrit en 1951 une bourse pour étudier à Santiniketan, ville fondée en 1901 par Rabindranath Tagore. Il n'y resta qu'une année, préférant retourner voyager en Birmanie pour étudier l'artisanat, l'art classique et l'architecture, essentiellement celle de Bagan, un vaste site archéologique de près de 50 kilomètres carrés situé dans la Région de Mandalay, dans la plaine centrale de la Birmanie, sur la rive gauche de l’Irrawaddy.
C'est en 1953 qu'il publia la première peinture abstraite birmane, dans le magazine Sumawa, et qui fut controversée pour lui valoir l'accusation d'être fou.
En cette même année 1953, il partit pour Peshawar et Moscou. On a prétendu qu'il avait vu en Russie les œuvres de maîtres européens modernes tels que Picasso, Matisse et Kandinsky, mais cela peut difficilement être vrai car en URSS, leurs œuvres n'étaient ni exposées ni accessibles au public pendant la période stalinienne et pendant de nombreuses années par la suite. Cependant, il est clair qu'Aung Soe fut influencé par des peintres européens tels que Picasso et Matisse, et probablement par la peinture japonaise (une œuvre montre l'influence du sumi-e), et par le travail des peintres de Santiniketan, contemporains ou décédés, dont les œuvres se trouvaient au musée municipal. C'est aussi à Santiniketan qu'il avait rencontré Affandi, qui lui aussi l'avait influencé.
Après cela, il dépendit de la bibliothèque de l'université de Rangoun et de ses livres d'art pour s'inspirer. Excentrique, parfois ivre et émotif, il n'avait que peu d'amis dans la communauté artistique, et peu partageaient ses vues sur l'art. Il travaillait seul, mais présentait ses œuvres dans des expositions clandestines informelles, introduisant des concepts tels que le cubisme et le surréalisme.
Pour gagner de l'argent, Bagyi Aung Soe a peint pour des magazines et des couvertures de livres jusqu'à la fin de sa carrière. Sa famille était parfois si pauvre que sa femme devait vendre du mohinga, une soupe de nouilles, pour subvenir à leurs besoins. Bagyi Aung Soe a souffert de la pauvreté et de l'isolement et n'a jamais connu le succès au cours de sa vie.
Il est mort en 1990, devenu sourd et aveugle.

## Œuvre
Aung Soe a profondément réfléchi à la pertinence de l'art dans la Birmanie du XXe siècle. Selon Yin Ker, "il aspirait à ce que ses peintures soient des traductions visuelles des vérités bouddhistes, et non de simples illustrations d'épisodes des vies antérieures du Bouddha ou de jolies images de pagodes et de moines". À la fin de sa vie, dans la pauvreté et avec une santé défaillante, il est devenu de plus en plus obsédé par la création d'un langage artistique reflétant les lois bouddhistes de l'impermanence. Son biographe a déclaré qu'"il a transposé ses aspirations et expériences spirituelles dans sa mission artistique et a appliqué leurs méthodes pratiques à l'acte de création". 
Toujours selon Yin Ker, « Ses références visuelles, variant de la physique à l’ésotérisme bouddhique, de la culture populaire à la poésie, comprennent tout ce qui fut à sa portée intellectuelle et spirituelle dans la Birmanie socialiste militaire de 1962 à 1988. »
Il n'a jamais oublié les enseignements de Santiniketan : la technique du dessin mnémotechnique (par opposition à l'approche occidentale de la copie à vue), la tradition linéaire (par opposition au concept occidental des effets d'ombre et de lumière) et, surtout, l'accent mis sur l'environnement naturel de l'artiste, ses origines culturelles et son identité.

## Expositions
- Il est exposé jusqu'en mai 2021 au Centre Pompidou[6] (le site du Centre ayant été affecté par l'incendie OVHcloud, pas de lien disponible pour le momemt[7].